# ثيودور بي. ليمان
ثيودور بي. ليمان (بالإنجليزية: Theodore B. Lyman)‏ هو قسيس أمريكي، ولد في 1821، وتوفي في 1893.